# 阿爾多·卡拉斯科索
阿尔多·卡拉斯科索（1978年7月19日—）是一位菲律宾企业家，以创立Veem和Jukin Media而闻名 。他与Carolyn Bertozzi共同创立了美国制药和生物技术公司InterVenn Biosciences，并担任首席执行官长达六年之久。 

## 背景
卡拉斯科索出生并成长于菲律宾马尼拉仙范市。 。他的父亲是一名工程师，还担任马尼拉国际机场的总经理，这使得卡拉斯科索从小接触和了解了不少技术方面的知识。
他在德拉萨大学完成了小学和中学教育，并在马尼拉雅典耀大学完成了本科学习，并获得了心理学学士学位，然后他在巴布森学院攻读并取得 MBA 学位。
卡拉斯科索的母亲Lily于1993年因患乳腺癌去世。他对现有的诊断治疗方案非常失望，这也是促使他后来进入癌症治疗研究领域的一个主要原因。 2016 年，另一位亲戚被诊断出患有癌症。为此，Carrascoso 参加了一项试验，想知道为什么基因组测序无法检测到他家族中的癌症细胞，在那里他遇到了未来的 InterVenn 联合创始人Carolyn Bertozzi。
当卡拉斯科索得知从样本中分析数据需要花费 12 个月，他下定决心开发一种使用机器学习和人工智能分析样本的方法，最终他创立了 InterVenn Biosciences。 

## 职业生涯
迄今为止，卡拉斯科索共创立了四家公司。

### Verego
卡拉斯科索于2009年与人共同创立了B2B匹配平台 Verego。他基于MBA完成的工作成果开发了该公司的概念。 卡拉斯科索将该平台描述为“企业版本的Tinder”，将战略商业伙伴关系比作长期关系或婚姻，并利用匹配算法将企业相互配对。

### Jukin Media
2009 年，卡拉斯科索还与Jonathan Skogmo和Josh Entman共同创立了Jukin Media——一家授权、分发和货币化病毒内容的公司。 在公司早期发展阶段，他担任公司的首席技术官。该平台使用一种名为“Riff”的专有算法，根据病毒关键词生成媒体供稿。
Jukin 从三星风险投资、BDMI、Third Wave Digital 和 Mandalay Entertainment 的董事长兼首席执行官 Peter Guber 筹集了约 600 万美元的资金，并于 2021 年被 Trusted Media Brands 收购。

### Veem（最初名为 Align Commerce)
2012 年，卡拉斯科索与 Marwan Forzley 共同创立了多渠道支付平台 Veem（最初名为 Align Commerce）。 他担任首席技术官和首席运营官，监督开发一种分析交易的算法，从而确定传统和区块链支付渠道哪种更有效率。
该平台旨在帮助中小型企业轻松获得跨境区块链支付渠道。 最初由硅谷银行、美国风投公司凯鹏华盈资助，后来由澳大利亚国民银行和谷歌风投资助。

### InterVenn Biosciences
2017 年，卡拉斯科索与化学教授 Carlito Lebrilla 和 Carolyn Bertozzi 共同创立了InterVenn Biosciences。 该公司利用卡拉斯科索开发的人工智能进行糖蛋白组学分析，用于一些癌症的早期诊断。 InterVenn 研发的第一个产品是“Glori”，是一种用于识别恶性卵巢肿瘤的液体活检工具。 该方法的其他变型随后被用于开发其他 24 种癌症的诊断工具，包括肾、肺、肝、前列腺、胰腺、鼻咽癌和结直肠癌。
该公司在2018年和2020年进行了两轮融资，筹集了4500万美元，之后在由软银牵头的C轮融资中筹集2.01 亿美元。